# Wuyuan (Shangrao)

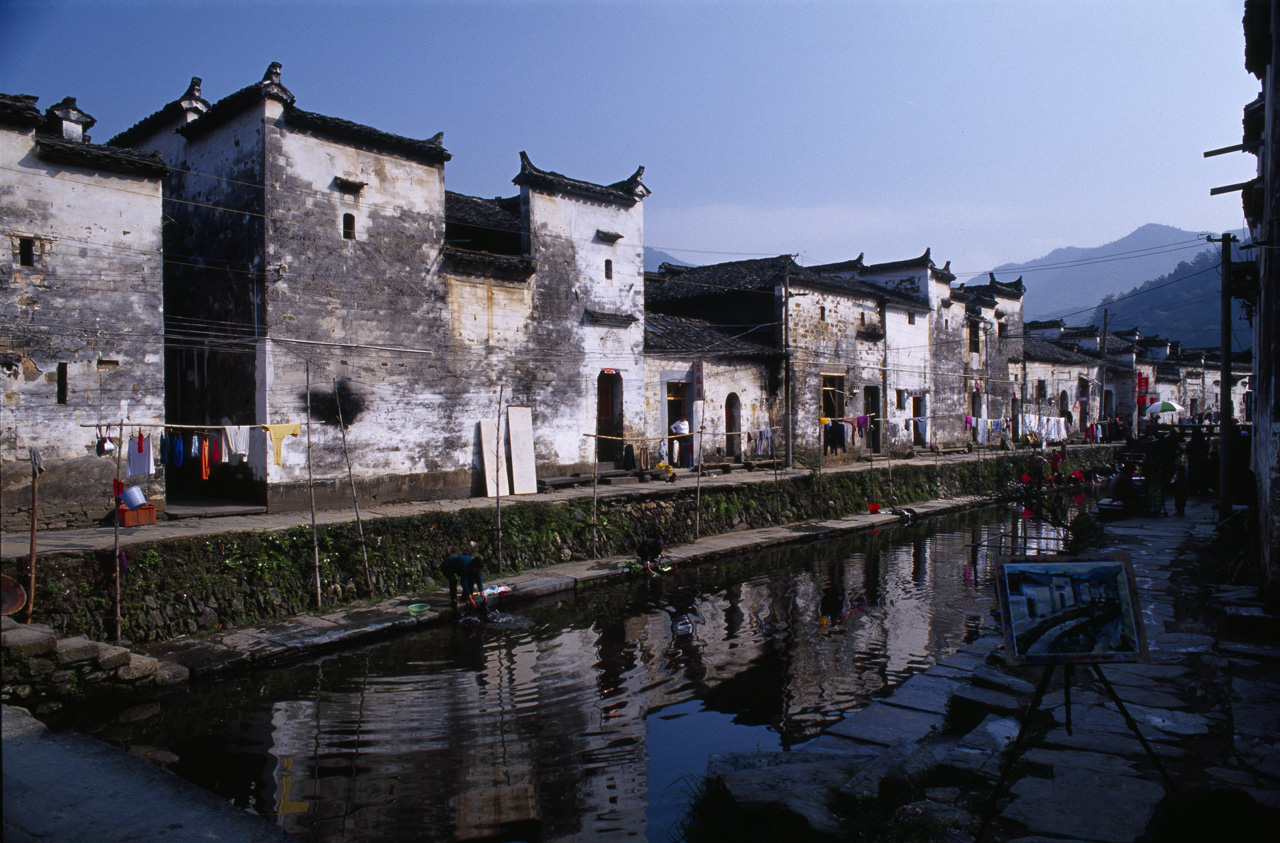
Traditionelle Architektur im Dorf Likeng

Wuyuan (chinesisch 婺源县, Pinyin Wùyuán Xiàn) ist ein Kreis, der zum Verwaltungsgebiet der bezirksfreien Stadt Shangrao im Nordosten der chinesischen Provinz Jiangxi gehört. Er hat eine Fläche von 2.948 km² und zählt 334.020 Einwohner (Stand: Zensus 2010). Sein Hauptort ist die Großgemeinde Ziyang (紫阳镇).
Die Regenbogen-Brücke von Qinghua (Qinghua caihong qiao 清华彩虹桥), der Ahnentempel von Wuyuan (Wuyuan zongci 婺源宗祠) und die traditionelle Architektur des Dorfes Likeng (Likeng cun minju 理坑村民居) stehen seit 2006 auf der Liste der Denkmäler der Volksrepublik China.